# Wahlen im Hochtaunuskreis
Dieser Artikel gibt die Ergebnisse der Kreistagswahlen sowie der Direktwahlen des Landrats im Hochtaunuskreis wieder.

## Kreistagswahl 2026
Am 15. März 2026 wird die Kreistagswahl 2026 stattfinden.
folgende Parteien und Wählergemeinschaften haben ihre Wahlbeteiligung angekündigt.
- FWG-Hochtaunus
- SPD
- Taunusliste (Piratenpartei, in Gründung)

## Direktwahl des Landrats 2024
Am 28. Januar 2024 fand die Direktwahl des Landrates statt. Neben dem amtierenden Landrat Ulrich Krebs (CDU) traten Sabine Schwarz-Odewald als Kandidat der Grünen und Frank Bücken für die AFD an.
Die Wahlbeteiligung von 41,1 % lag deutlich über der Beteiligung der vorherigen Wahl. Ulrich Krebs gewann die Wahl im ersten Wahlgang mit 67,1 % gegen Sabine Schwarz-Odewald (22,5 %) und Frank Bücken (10,5 %).

## Kreistagswahl 2021
Der Kreistag des Hochtaunuskreises wurde am 14. März 2021 gewählt.
| Parteien und Wählergemeinschaften | Parteien und Wählergemeinschaften                                                             | % 2021 | Sitze 2021 | % 2016 | Sitze 2016 |
| --------------------------------- | --------------------------------------------------------------------------------------------- | ------ | ---------- | ------ | ---------- |
| CDU                               | Christlich Demokratische Union Deutschlands                                                   | 35,1   | 25         | 34,1   | 24         |
| Grüne                             | Bündnis 90/Die Grünen                                                                         | 23,0   | 16         | 13,8   | 10         |
| SPD                               | Sozialdemokratische Partei Deutschlands                                                       | 13,7   | 10         | 18,0   | 13         |
| FDP                               | Freie Demokratische Partei                                                                    | 11,1   | 8          | 11,3   | 8          |
| Freie Wähler                      | Freie Wähler                                                                                  | 7,0    | 5          | –      | –          |
| AfD                               | Alternative für Deutschland                                                                   | 6,0    | 4          | 11,2   | 8          |
| Linke                             | Die Linke                                                                                     | 3,0    | 2          | 3,2    | 2          |
| Die PARTEI                        | Partei für Arbeit, Rechtsstaat, Tierschutz, Elitenförderung und basisdemokratische Initiative | 0,6    | 1          | –      | –          |
| Piraten                           | Piratenpartei Deutschland                                                                     | 0,5    | 0          | –      | –          |
| FWG-Hochtaunus                    | Freie Wählergemeinschaft Hochtaunuskreis                                                      | –      | –          | 7,7    | 5          |
| REP                               | Die Republikaner                                                                              |        | –          |        | 1          |
| Gesamt                            | Gesamt                                                                                        | 100,0  | 71         | 100,0  | 71         |
| Wahlbeteiligung in Prozent        | Wahlbeteiligung in Prozent                                                                    | 56,6   | 56,6       | 52,8   | 52,8       |

## Direktwahl des Landrats 2018

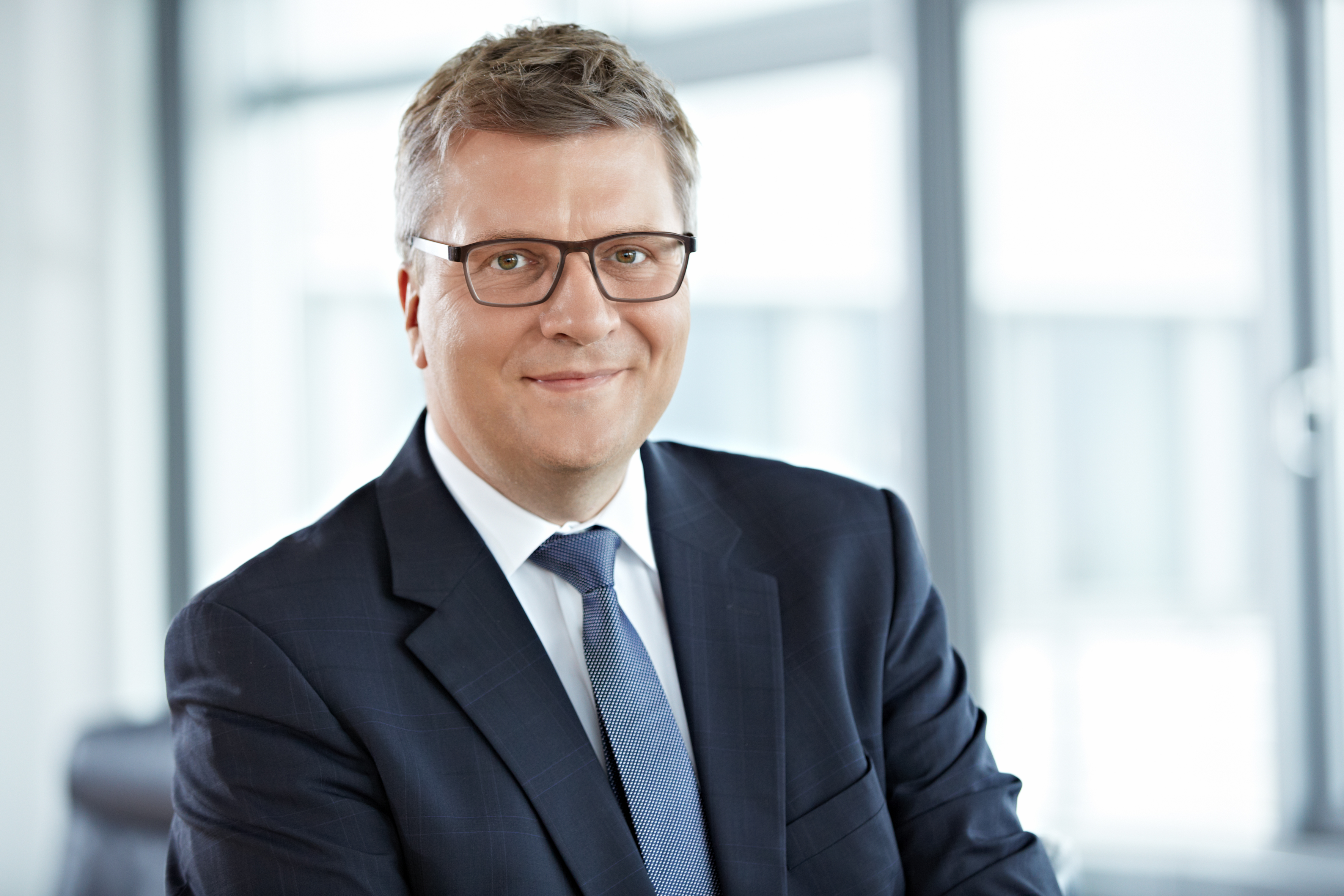
Landrat Ulrich Krebs (2014)

Am 28. Januar 2018 fand die Direktwahl des Landrates statt. Neben dem amtierenden Landrat Ulrich Krebs (CDU) traten Ellen Enslin als Kandidat der Grünen und Holger Grupe für die FDP an. Die SPD, die gemeinsam mit der CDU im Kreistag eine Große Koalition bildet, verzichtete auf einen eigenen Kandidaten. Am gleichen Tag fand der erste Wahlgang der Bürgermeisterwahl in Königstein statt.
Die Wahlbeteiligung von 29,7 % lag leicht über der Beteiligung der vorherigen Wahl. Ulrich Krebs gewann die Wahl im ersten Wahlgang mit 57,3 % gegen Ellen Enslin (27,4 %) und Holger Gruppe (15,3 %).

## Kreistagswahl 2016
Der Kreistag des Hochtaunuskreises wurde am 6. März 2016 gewählt.
| Parteien und Wählergemeinschaften | Parteien und Wählergemeinschaften           | % 2016 | Sitze 2016 | % 2011 | Sitze 2011 |
| --------------------------------- | ------------------------------------------- | ------ | ---------- | ------ | ---------- |
| CDU                               | Christlich Demokratische Union Deutschlands | 34,1   | 24         | 39,7   | 28         |
| SPD                               | Sozialdemokratische Partei Deutschlands     | 18,0   | 13         | 19,8   | 14         |
| Grüne                             | Bündnis 90/Die Grünen                       | 13,8   | 10         | 21,3   | 15         |
| FDP                               | Freie Demokratische Partei                  | 11,3   | 8          | 7,0    | 5          |
| AfD                               | Alternative für Deutschland                 | 11,2   | 8          | –      | –          |
| FWG-Hochtaunus                    | Freie Wählergemeinschaft Hochtaunuskreis    | 7,7    | 5          | 6,3    | 5          |
| Linke                             | Die Linke                                   | 3,2    | 2          | 2,3    | 2          |
| Piraten                           | Piratenpartei                               | –      | –          | 1,9    | 1          |
| REP                               | Die Republikaner                            | 0,7    | 1          | 1,7    | 1          |
| Gesamt                            | Gesamt                                      | 100,0  | 71         | 100,0  | 71         |
| Wahlbeteiligung in Prozent        | Wahlbeteiligung in Prozent                  | 52,8   | 52,8       | 51,2   | 51,2       |

## Direktwahl des Landrats 2012
Am 23. Januar 2012 fand die Direktwahl des Landrates statt. Neben dem amtierenden Landrat Ulrich Krebs (CDU) trat lediglich Norman Dießner als Kandidat der Grünen an. Die SPD, die gemeinsam mit der CDU im Kreistag eine Große Koalition bildet, verzichtete auf einen eigenen Kandidaten. Die FDP rief zur Wahl von Ulrich Krebs auf.
Von den 173.940 Wählern gaben nur 45.629 ihre Stimme ab. Die Wahlbeteiligung von 26,2 % war die niedrigste, die es je bei Wahlen im Hochtaunuskreis gegeben hatte.
Mit 28.304 Stimmen (63,3 %) gewann Ulrich Krebs gegen Norman Dießner, der 16.407 Stimmen (36,7 %) erhielt.

## Kreistagswahl 2011
Der Kreistag des Hochtaunuskreises wurde am 27. März 2011 gewählt.
| Parteien und Wählergemeinschaften | Parteien und Wählergemeinschaften           | % 2011 | Sitze 2011 | % 2006 | Sitze 2006 |
| --------------------------------- | ------------------------------------------- | ------ | ---------- | ------ | ---------- |
| CDU                               | Christlich Demokratische Union Deutschlands | 39,7   | 28         | 45,8   | 32         |
| Grüne                             | Bündnis 90/Die Grünen                       | 21,3   | 15         | 11,0   | 8          |
| SPD                               | Sozialdemokratische Partei Deutschlands     | 19,8   | 14         | 23,3   | 17         |
| FDP                               | Freie Demokratische Partei                  | 7,0    | 5          | 9,5    | 7          |
| FWG-Hochtaunus                    | Freie Wählergemeinschaft Hochtaunuskreis    | 6,3    | 5          | 5,7    | 4          |
| Linke                             | Die Linke                                   | 2,3    | 2          | 2,7    | 2          |
| Piraten                           | Piratenpartei                               | 1,9    | 1          | –      | –          |
| REP                               | Die Republikaner                            | 1,7    | 1          | 2,0    | 1          |
| Gesamt                            | Gesamt                                      | 100,0  | 71         | 100,0  | 71         |
| Wahlbeteiligung in Prozent        | Wahlbeteiligung in Prozent                  | 51,2   | 51,2       | 47,2   | 47,2       |

## Direktwahl des Landrats 2006
Am 26. März 2006 fand (gemeinsam mit der Kreistagswahl) die Direktwahl des Landrates statt. Die Neuwahl war notwendig geworden, da der bisherige Landrat Jürgen Banzer als Minister des Landes Hessen berufen worden war. Die FDP, die gemeinsam mit der CDU im Kreistag eine Koalition bildete, verzichtete auf einen eigenen Kandidaten und rief zur Wahl von Ulrich Krebs auf. Von 171.304 Wahlberechtigten gaben 80.850 ihre Stimme ab. Die Wahlbeteiligung betrug 47,2 %.
Ulrich Krebs (CDU) gewann die Wahl im ersten Wahlgang mit 44.197 (56,5 %) Stimmen. Manfred Gönsch (SPD) erhielt 23.808 (30,4 %), Ellen Enslin (Grüne) 10.282 (13,1 % der) Stimmen.

## Kreistagswahl 2006

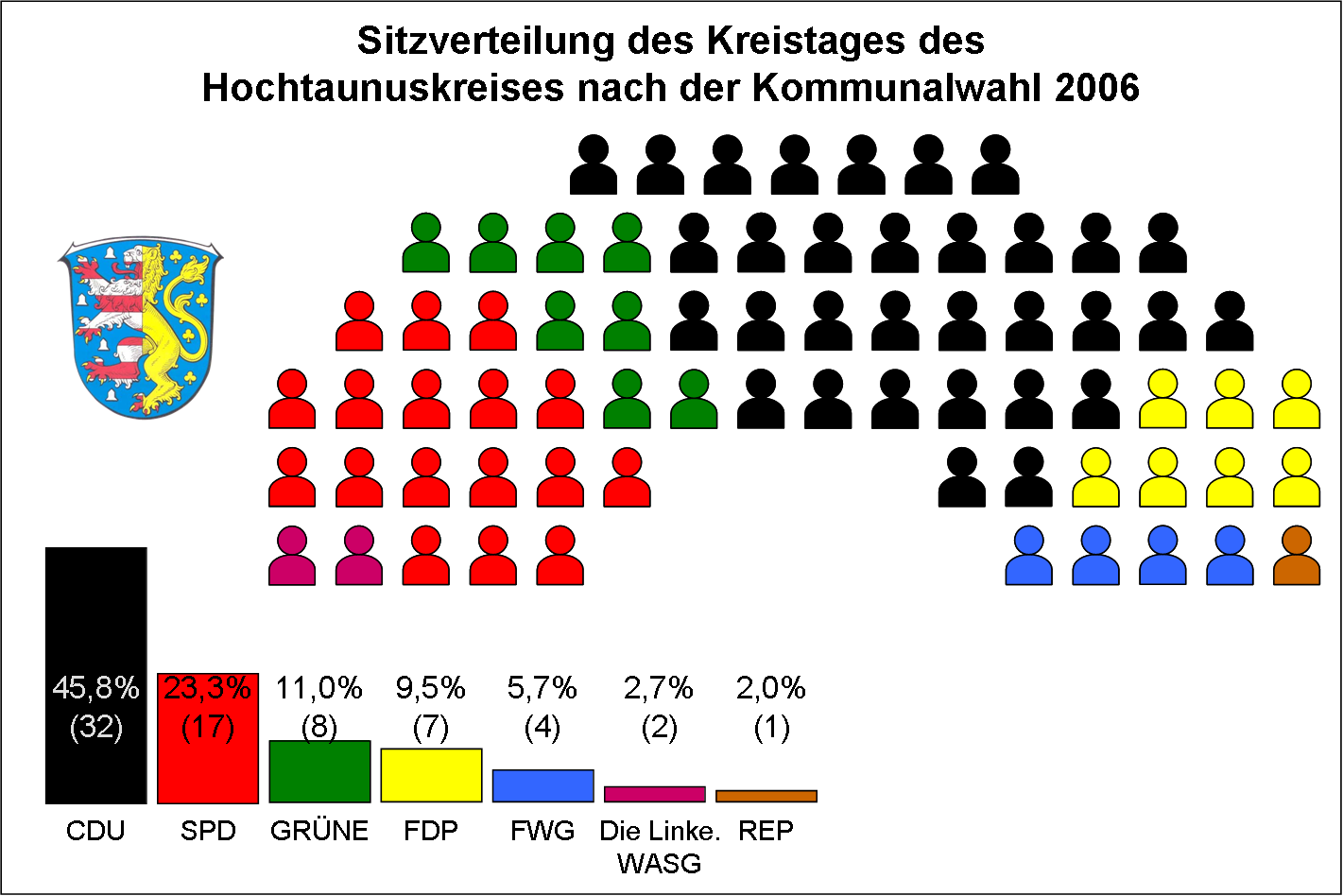
Ergebnisse der Kommunalwahl 2006

Am 26. März 2006 wurde der Kreistag im Rahmen der Kommunalwahlen in Hessen 2006 gewählt. Die 71 Abgeordneten gehörten allen sieben zur Wahl angetretenen Parteien und Wählergemeinschaften an bzw. sind von ihnen aufgestellt worden.
| Parteien und Wählergemeinschaften | Parteien und Wählergemeinschaften           | % 2006 | Sitze 2006 | % 2001 | Sitze 2001 |
| CDU                               | Christlich Demokratische Union Deutschlands | 45,8   | 32         | 42,2   | 30         |
| SPD                               | Sozialdemokratische Partei Deutschlands     | 23,3   | 17         | 27,6   | 20         |
| Grüne                             | Bündnis 90/Die Grünen                       | 11,0   | 8          | 11,8   | 8          |
| FDP                               | Freie Demokratische Partei                  | 9,5    | 7          | 9,4    | 7          |
| FWG-Hochtaunus                    | Freie Wählergemeinschaft Hochtaunuskreis    | 5,7    | 4          | 6,1    | 4          |
| Die Linke.WASG                    | Die Linke.WASG-Hochtaunus                   | 2,7    | 2          | –      | –          |
| REP                               | Die Republikaner                            | 2,0    | 1          | 2,9    | 2          |
| Gesamt                            | Gesamt                                      | 100,0  | 71         | 100,0  | 71         |
| Wahlbeteiligung in Prozent        | Wahlbeteiligung in Prozent                  | 47,2   | 47,2       | 54,3   | 54,3       |

## Direktwahl des Landrats 2002
Am 18. August 2002 fand die Direktwahl des Landrates statt. Die FDP, die gemeinsam mit der CDU im Kreistag eine Koalition bildete, verzichtete auf einen eigenen Kandidaten und rief zur Wahl von Jürgen Banzer auf. Von den 170.063 Wahlberechtigten gaben 54.977 ihre Stimme ab. Die Wahlbeteiligung betrug 32,3 %.
Jürgen Banzer (CDU) gewann die Wahl im ersten Wahlgang mit 37.491 (69,1 %) Stimmen. Manfred Gönsch (SPD) erhielt 16.733 (30,9 %) Stimmen.

## Kreistagswahlen 1997 und 2001
Am 2. März 1997 und am 18. März 2001 wurde der Kreistag im Rahmen der Kommunalwahlen in Hessen 1997 und der Kommunalwahlen in Hessen 2001 gewählt.
| Parteien und Wählergemeinschaften | Parteien und Wählergemeinschaften           | % 2001 | Sitze 2001 | % 1997 | Sitze 1997 |
| --------------------------------- | ------------------------------------------- | ------ | ---------- | ------ | ---------- |
| CDU                               | Christlich Demokratische Union Deutschlands | 42,2   | 30         | 39,3   | 32         |
| SPD                               | Sozialdemokratische Partei Deutschlands     | 27,6   | 20         | 26,6   | 21         |
| Grüne                             | Bündnis 90/Die Grünen                       | 11,8   | 8          | 13,7   | 11         |
| FDP                               | Freie Demokratische Partei                  | 9,4    | 7          | 7,4    | 6          |
| FWG-Hochtaunus                    | Freie Wählergemeinschaft Hochtaunuskreis    | 6,1    | 4          | 7,1    | 6          |
| REP                               | Die Republikaner                            | 2,9    | 2          | 5,9    | 5          |
| Gesamt                            | Gesamt                                      | 100,0  | 71         | 100,0  | 81         |
| Wahlbeteiligung in Prozent        | Wahlbeteiligung in Prozent                  | 54,3   | 54,3       | 63,7   | 63,7       |

Die Kommunalwahlen von 2001 wurden auf der Grundlage des neuen Kommunalwahlrechts durchgeführt. Der Vergleich der Ergebnisse zu 1997 muss unter diesem Aspekt gesehen werden. Anders als 1997 galt jetzt ein personalisiertes Verhältniswahlrecht, das jedem Wähler so viele Stimmen gibt wie Vertreter in das jeweilige Kommunalparlament zu wählen sind, wobei die Stimmen auf mehrere Wahlvorschläge verteilt und auf einzelne Bewerber kumuliert und Kandidaten gestrichen werden können. Zugleich fällt die Sperrklausel weg, so dass jede Liste an der Sitzvergabe teilnimmt. Erstmalig und einmalig waren auch 17-Jährige bedingt wahlberechtigt. Außerdem hatte der Hochtaunuskreis von der Möglichkeit Gebrauch gemacht, die Sitzzahl im Kreistag von 81 auf 71 zu verringern.

## Direktwahl des Landrats 1996
Am 6. Oktober 1996 fand die erste Direktwahl des Landrates statt. Die FDP, die gemeinsam mit der CDU im Kreistag eine Koalition bildete, verzichtete auf einen eigenen Kandidaten und rief zur Wahl des amtierenden Landrats Jürgen Banzer auf. Von den 167.248 Wahlberechtigten gaben 68.619 ihre Stimme ab. Die Wahlbeteiligung betrug 41,0 %.
Jürgen Banzer (CDU) gewann die Wahl im ersten Wahlgang mit 37.014 (54,9 %) Stimmen. Die Usinger Bürgermeisterin Eva-Maria Tempelhahn (SPD) erhielt 27.549 (40,9 %) Stimmen. Der unabhängige Neu-Anspacher Bürgermeister Gerd Hillen erhielt 2.852 (4,2 %).

## Kreistagswahl 1993
Am 7. März 1993 wurde der Kreistag im Rahmen der Kommunalwahlen in Hessen 1993 gewählt.
Die Wahl wurde massiv durch die im November 1991 öffentlich bekannt gewordene Korruptionsaffäre im Hochtaunuskreis bestimmt. Am 21. November 1991 erfolgten zeitgleich Durchsuchungen in den meisten Rathäusern und Privathäusern führender Kreispolitiker aller Parteien. Verhaftet und wegen Korruption verurteilt wurden unter anderem der erste Kreisbeigeordnete Hans-Joachim Galuschka (CDU) und die Bürgermeister von Neu-Anspach, Heinz Born (SPD), Usingen, Rolf Eggebrecht, und von Schmitten, Georg Hahl (CDU).
| Parteien und Wählergemeinschaften | Parteien und Wählergemeinschaften           | % 1993 | % 1989 |
| CDU                               | Christlich Demokratische Union Deutschlands | 36,1   | 42,9   |
| SPD                               | Sozialdemokratische Partei Deutschlands     | 26,7   | 34,8   |
| Grüne                             | Bündnis 90/Die Grünen                       | 14,0   | 11,1   |
| FDP                               | Freie Demokratische Partei                  | 8,4    | 8,6    |
| REP                               | Die Republikaner                            | 9,4    | –      |
| UBiT                              | Unabhängige Bürger im Taunus                | 4,3    | –      |
| Wahlbeteiligung in Prozent        | Wahlbeteiligung in Prozent                  | 72,8   | 77,7   |

## Kreistagswahl 1989
Am 12. März 1989 wurde der Kreistag im Rahmen der Kommunalwahlen in Hessen 1989 gewählt.
| Parteien und Wählergemeinschaften | Parteien und Wählergemeinschaften           | % 1989 | % 1985 |
| CDU                               | Christlich Demokratische Union Deutschlands | 42,9   | 46,7   |
| SPD                               | Sozialdemokratische Partei Deutschlands     | 34,8   | 35,0   |
| Grüne                             | Die Grünen                                  | 11,1   | 8,6    |
| FDP                               | Freie Demokratische Partei                  | 8,6    | 9,3    |
| Wahlbeteiligung in Prozent        | Wahlbeteiligung in Prozent                  | 77,7   | 75,3   |

## Kreistagswahl 1985
Am 10. März 1985 wurde der Kreistag im Rahmen der Kommunalwahlen in Hessen 1985 gewählt.
| Parteien und Wählergemeinschaften | Parteien und Wählergemeinschaften           | % 1985 | % 1981 |
| CDU                               | Christlich Demokratische Union Deutschlands | 46,7   | 52,2   |
| SPD                               | Sozialdemokratische Partei Deutschlands     | 35,0   | 32,4   |
| Grüne                             | Die Grünen                                  | 8,6    | 5,7    |
| FDP                               | Freie Demokratische Partei                  | 9,3    | 9,3    |
| Wahlbeteiligung in Prozent        | Wahlbeteiligung in Prozent                  | 75,3   | 74,6   |

Kreistagsvorsitzender wurde 1986 bis 2001 Ekkehard Gries (FDP).

## Kreistagswahl 1981
Am 22. März 1981 wurde der Kreistag im Rahmen der Kommunalwahlen in Hessen 1981 gewählt.
| Parteien und Wählergemeinschaften | Parteien und Wählergemeinschaften           | % 1981 | % 1977 |
| CDU                               | Christlich Demokratische Union Deutschlands | 52,2   | 56,0   |
| SPD                               | Sozialdemokratische Partei Deutschlands     | 32,4   | 35,2   |
| FDP                               | Freie Demokratische Partei                  | 9,3    | 7,5    |
| DKP                               | Deutsche Kommunistische Partei              | 0,4    | 1,2    |
| Grüne                             | Die Grünen                                  | 5,7    | –      |
| Wahlbeteiligung in Prozent        | Wahlbeteiligung in Prozent                  | 74,6   | 78,1   |

## Kreistagswahl 1977
Am 20. März 1977 wurde der Kreistag im Rahmen der Kommunalwahlen in Hessen 1977 gewählt.
| Parteien und Wählergemeinschaften | Parteien und Wählergemeinschaften           | % 1977 | % 1972 |
| CDU                               | Christlich Demokratische Union Deutschlands | 56,0   | 44,4   |
| SPD                               | Sozialdemokratische Partei Deutschlands     | 35,2   | 44,2   |
| FDP                               | Freie Demokratische Partei                  | 7,5    | 7,2    |
| DKP                               | Deutsche Kommunistische Partei              | 1,2    | 1,3    |
| Andere                            |                                             | –      | 2,8    |
| Wahlbeteiligung in Prozent        | Wahlbeteiligung in Prozent                  | 78,1   | 81,8   |

## Kreistagswahl 1972
Am 22. Oktober 1972 wurde der Kreistag erstmals nach der Gründung des Kreise im Rahmen der Kommunalwahlen in Hessen 1972 gewählt.
| Parteien und Wählergemeinschaften | Parteien und Wählergemeinschaften           | % 1972 |
| CDU                               | Christlich Demokratische Union Deutschlands | 44,4   |
| SPD                               | Sozialdemokratische Partei Deutschlands     | 44,2   |
| FDP                               | Freie Demokratische Partei                  | 7,2    |
| DKP                               | Deutsche Kommunistische Partei              | 1,3    |
| Andere                            |                                             | 2,8    |
| Wahlbeteiligung in Prozent        | Wahlbeteiligung in Prozent                  | 81,8   |